# Xestocephalus sycophantus
Xestocephalus sycophantus är en insektsart som beskrevs av Rauno E. Linnavuori 1979. Xestocephalus sycophantus ingår i släktet Xestocephalus och familjen dvärgstritar. Inga underarter finns listade i Catalogue of Life.